# Manchester (Georgia)
Manchester – miasto w Stanach Zjednoczonych, w stanie Georgia, w hrabstwie Talbot.